# Gouindougouba
Gouindougouba är en ort i Burkina Faso.   Den ligger i regionen Cascades, i den sydvästra delen av landet, 400 km sydväst om huvudstaden Ouagadougou. Gouindougouba ligger 310 meter över havet och antalet invånare är 1 626.
Terrängen runt Gouindougouba är platt, och sluttar västerut. Närmaste större samhälle är Soubakaniédougou, 11,8 km sydost om Gouindougouba.
Omgivningarna runt Gouindougouba är en mosaik av jordbruksmark och naturlig växtlighet. Runt Gouindougouba är det ganska glesbefolkat, med 26 invånare per kvadratkilometer.